# Ulbering
Ulbering ist ein Ortsteil der Gemeinde Wittibreut im niederbayerischen Landkreis Rottal-Inn. Bis 1976 bildete es eine selbstständige Gemeinde.
Durch das besondere Flair des Ortes und die Lebensweise der Einwohner wird Ulbering auch als das „nördlichste Dorf Italiens“ bezeichnet. Die Ulberinger sind von einer Sehnsucht nach Italien und dessen Musik geprägt. Besonders auffällig wird dies im Vereinsleben des TSV Ulbering, welcher maßgeblich dazu beigetragen hat den italienischen Lebensstil im Alltag zu verankern.

## Lage
Ulbering liegt etwa drei Kilometer nordöstlich von Wittibreut am Ulberinger Bach im Isar-Inn-Hügelland.

## Geschichte
Am Oberlauf des Ulberinger Baches wurde in Biberg eine keltische Viereckschanze aus der mittleren und späteren Latènezeit (ca. 400–50 v. Chr.) erschlossen. Odelberingen wurde erstmals etwa 1179 urkundlich erwähnt. Ein Pfarrer Imbert von Triftern verschenkte dabei seinen Hof in Ulbering an das Kloster Asbach. 1532 wird der Ort Ulbaring genannt.
Ob Ulbering ein echter -ing Ort ist und damit auf die bajuwarische Landnahme zurückgeht, ist unsicher. Der Name könnte auf den Personennamen Othal, Othil, Odila zurückgehen, dann wäre er echt, er könnte aber auch auf lateinisch „ulva“, Schilf zurückzuführen sein, was auf einen so genannten „unechten“ -ing Ortsnamen hinweisen würde.
Ulbering bildete eine Obmannschaft, die 1532 zum Amt Pfarrkirchen, 1665 zum Amt Triftern des Landgerichtes Pfarrkirchen, später des Pfleggerichtes Reichenberg gehörte.
Aus dem 1809 gebildeten Steuerdistrikt Ulbering ging die Gemeinde Ulbering hervor. Sie hatte 1840 wie noch 1964 29 Ortsteile. 1840 wurde die Gemeinde Ulbering ebenso wie die Gemeinden Wittibreut und Wiesing dem Landgericht Simbach zugewiesen. Später gehörte Ulbering zum Bezirksamt und Landkreis Pfarrkirchen. Im Zuge der Gebietsreform in Bayern wurde die Gemeinde Ulbering am 1. Januar 1976 größtenteils in die Gemeinde Wittibreut eingegliedert, während andere Teile zum Markt Triftern gelangten.
Kirchlich war Ulbering ursprünglich eine Filiale der Pfarrei Triftern und seit 1910 Expositur. 1921 wurde die Pfarrei Ulbering errichtet.

## Sehenswürdigkeiten
- Pfarrkirche St. Maria Patrona Bavariae. Die neubarocke Saalkirche wurde 1925 von dem Münchner Architekten Wagner unter Einbezug des Chors von 1893 erbaut und 1926 konsekriert.

## Einrichtungen
- Freibad Ulbering
- Sportanlage Ulbering

## Vereine
- Auerhahnschützen Ulbering
- Bayer. Bauernverband Ortsgruppe Ulbering
- CSU-Ortsverband Wittibreut-Ulbering
- Freiwillige Feuerwehr Ulbering
- Katholischer Frauenbund Ulbering
- König Ludwig Verein Ulbering e.V. Er existiert seit 1983, seit 2002 ist er ein eingetragener Verein.
- K.S.R.K. Ulbering
- TSV Ulbering